# 散水車
散水車（さんすいしゃ）は、水をまく装置（散水装置）を備えた車両のこと。撒水車（さっすいしゃ）とも呼ばれる。

## 自動車

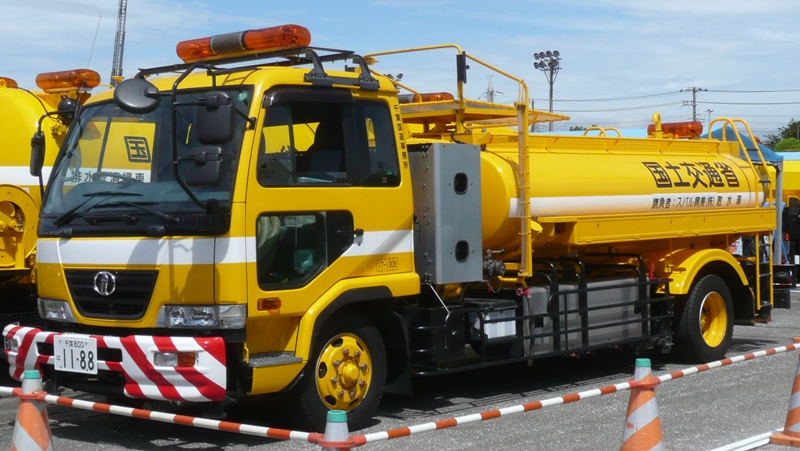
国土交通省の散水車（UD・コンドル）

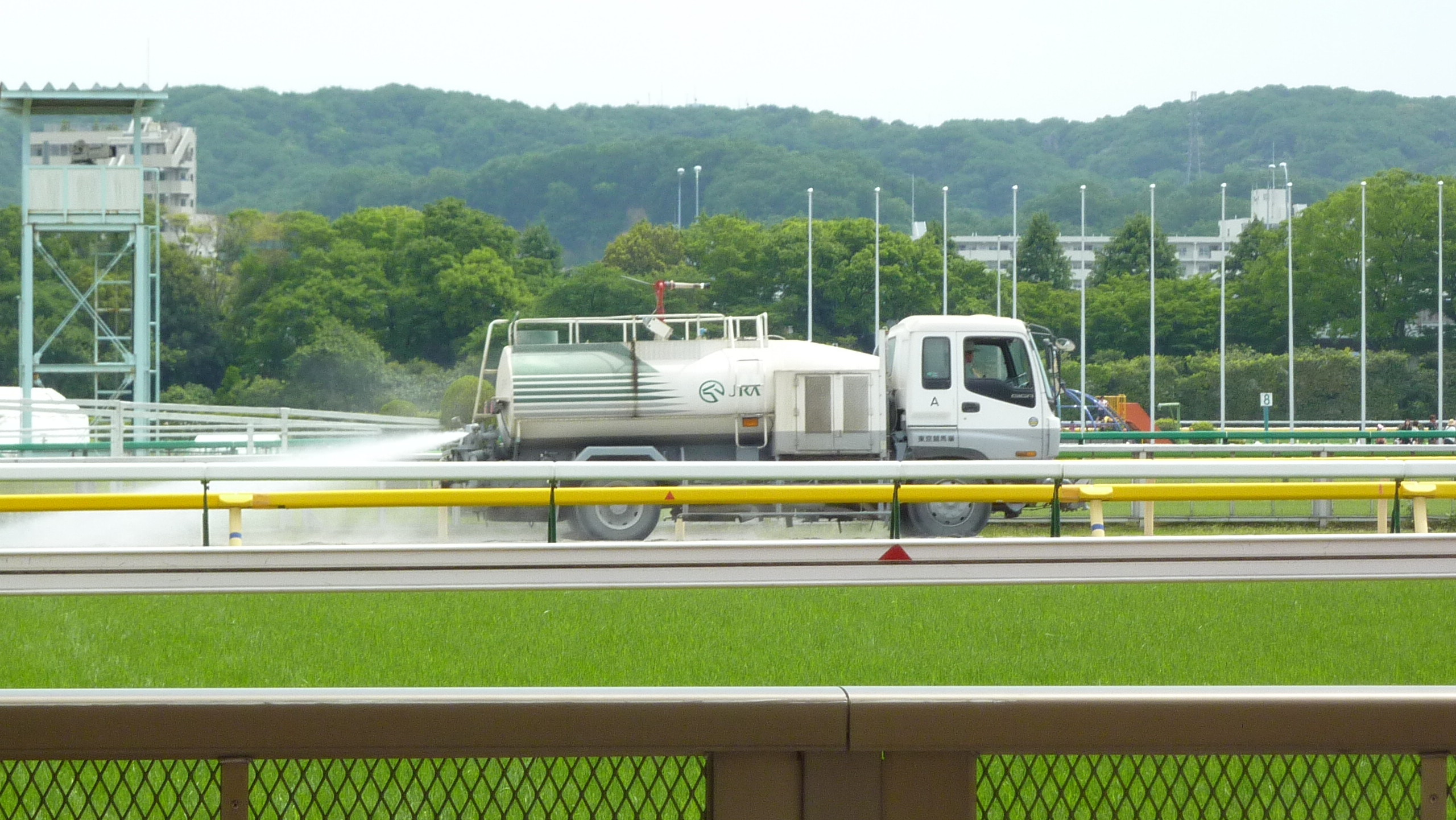
東京競馬場の散水車（いすゞ・ギガ）

主に道路上に水をまくために用いられるが、道路以外のものに対しても散水を行う場合がある。

### 構造
水タンクを搭載しているために総重量が5トンを超えており、準中型車に分類される。そのため2017年3月以降に普通免許を取得した場合、運転できない。

### 用途
以下は散水車の主な使用例（散水の目的）である。
- 道路の清掃
- 道路に植えられている街路樹などの保守
- トンネル壁面の清掃
- 砂塵が発生しやすい場所（工事現場や競馬場など）での砂塵の抑制
- 凍結防止剤の散布
- 製鉄所などでの設備の冷却
- 舗装工事の際のアスファルト冷却

昭和30年代までは都市部の幹線道路も未舗装であり、道路上で砂塵防止のために散水することがあったが、現在は道路舗装率の向上により、道路上で見かける機会はあまり多くなくなっている。

### 道路清掃での散水車の誤解
国道など、舗装路で散水車が散水している姿はよく見られるが、これはほとんどが清掃のための散水である。
散水する車と、回転ブラシで路面を清掃する車が2台ペアで作業し、散水車の後ろを回転ブラシ車が走る。
つまりブラシ車が路面のゴミなどを巻き上げる事を予防するための散水なので、大雨でもないかぎりは降雨でも散水する。
路面をぬらす事が直接の目的ではないのだが、散水自体を目的にした作業とよく誤解される。

## 鉄道車両

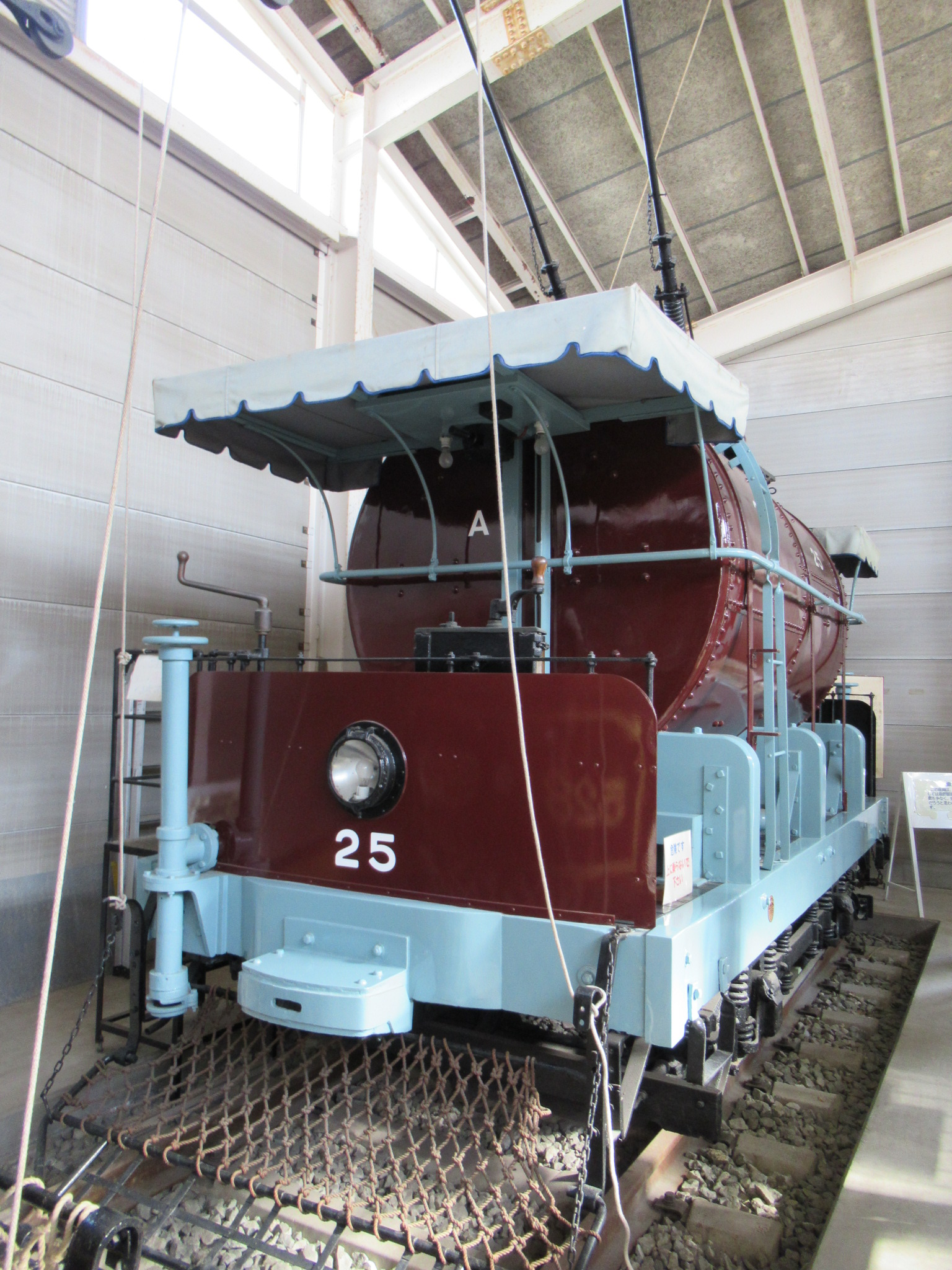
大阪市電25号散水車

### 構造
通常の路面電車用車両の客室にあたる部分に車体がなく、代わりに散水するための水を入れるタンクが台枠の上に乗っている。両側車端部には運転室が設けられている。

### 用途
明治時代後期から昭和時代初期にかけ、日本全国の主要都市に路面電車が建設された。当時は路面電車の走る道路が舗装されていなかったため、電車が走行する際に砂塵が発生していた。自動車の散水車もまだ普及していなかったため、一般の電車走行の合間を縫って、周囲の道路に水をまきながら走行する散水車が使用されていた。

### 活躍と終焉
散水車は昭和初期までは多く用いられたが、昭和10年代に入ると散水自動車が普及したため、次第に少なくなっていった。戦後まで使用した事業者もあったが、燃料事情が好転して散水自動車が普及したことに加え、道路の舗装が進んだため、1955年（昭和30年）頃までに全面的に姿を消した。
現在では北海道旅客鉄道（JR北海道）が夏季におけるレールの膨張防止のため散水車を保有しているが、2014年度をもって運用を休止している。九州旅客鉄道（JR九州）も鹿児島地区の降灰対策で保有していたが、2014年に廃車され現存しない。
また2010年度から鹿児島市交通局が運用を開始した。軌道緑化事業による芝のメンテナンスのため、芝刈り機とセットで導入した（ただし、JR九州と同様、桜島の降灰時に運用されることもある）。

### 保存車
大阪市住之江区の大阪市電保存館に大阪市電の25号散水車が保存されている。